# ژاپن در سال ۲۰۲۳
ژاپن در سال ۲۰۲۳

## مسئولان
- امپراتور ژاپن: ناروهیتو[۱]
- نخست‌وزیر ژاپن: فومیو کیشیدا
- دبیر ارشد کابینه ژاپن
  - هیروکازو ماتسونو (تا ۱۴ دسامبر)
  - یوشیماسا هایاشی (آغاز ۱۴ دسامبر)
- رئیس دیوان عالی ژاپن: سابورو توکورا
- رئیس مجلس نمایندگان (ژاپن)
  - هیرویوکی هوسودا (تا ۲۰ اکتبر)
  - فوکوشیرو نوکاگا (آغاز ۲۰ اکتبر)
- رئیس مجلس شوراها (ژاپن): هیده‌هیسا اوتسوجی

## رویدادها

### ژانویه
- ۱ ژانویه–۲۸ مارس – بر اساس گزارش رسمی تأیید شده وزارت کشاورزی، جنگل‌داری و شیلات، حداقل ۸۲ مزرعه دام آنفولانزای پرندگان بودند که نتیجه آن نوع H5N1 از اجساد مرگ‌ومیر در سراسر کشور مثبت بود و ۹٫۹ میلیون مرغ توسط نیروی دفاعی خود زمینی ژاپن معدوم شدند.[۲]
- ۱۳ ژانویه – با توجه به وزارت دادگستری (ژاپن) و وزارت بهداشت، کار و رفاه، دادستان ژاپن تتسویا یاماگامی را به عنوان مظنون به ترور شینزو آبه نخست‌وزیر سابق ژاپن شینزو آبه، که در ۸ ژوئیه ۲۰۲۲ در نارا (ژاپن) ترور شد، متهم کرد.[۳]
- ۱۹ ژانویه – بر اساس گزارش تأیید شده رسمی، مؤسسه فناوری توکیو و دانشگاه پزشکی و دندانپزشکی توکیو ادغام شدند، نام جدید دانشگاه علوم مؤسسه توکیو است، که از آوریل ۲۰۲۴ شروع شد.[۴]
- ۲۰ ژانویه – بانک ژاپن گزارش می‌دهد که تورم در ژاپن در دسامبر ۴٫۰٪ افزایش یافته است که بالاترین افزایش ثبت شده از سال ۱۹۸۱ است.[۵]
- ۲۲ ژانویه – در آتش‌سوزی آپارتمان در کوبه (شهر) چهار نفر کشته و سه نفر دیگر جان خود را از دست دادند.[۶]
- ۲۵ ژانویه – یک کشتی (شناور) ثبت شده از هنگ کنگ حامل ۲۲ سرنشین در آبهای ژاپن واژگون شد. ۱۳ خدمه نجات یافتند، اما دو نفر بعد جان خود را از دست دادند و ۹ نفر همچنان مفقود هستند.[۷]
- ۲۹ ژانویه - یک دانش آموز ۱۷ ساله در حال لیسیدن یک بطری سس سویا و سپس انگشتش که با استفاده از همان دست سوشی را در زنجیره غذایی سوشیرو درست می‌کند، فیلمبرداری شد.[۸] خشم در سراسر ژاپن گسترش یافت و یک سری شوخی‌ها را در سراسر کشور آغاز کرد که به آن «تروریسم سوشی» می‌گویند.[۹]

### فوریه

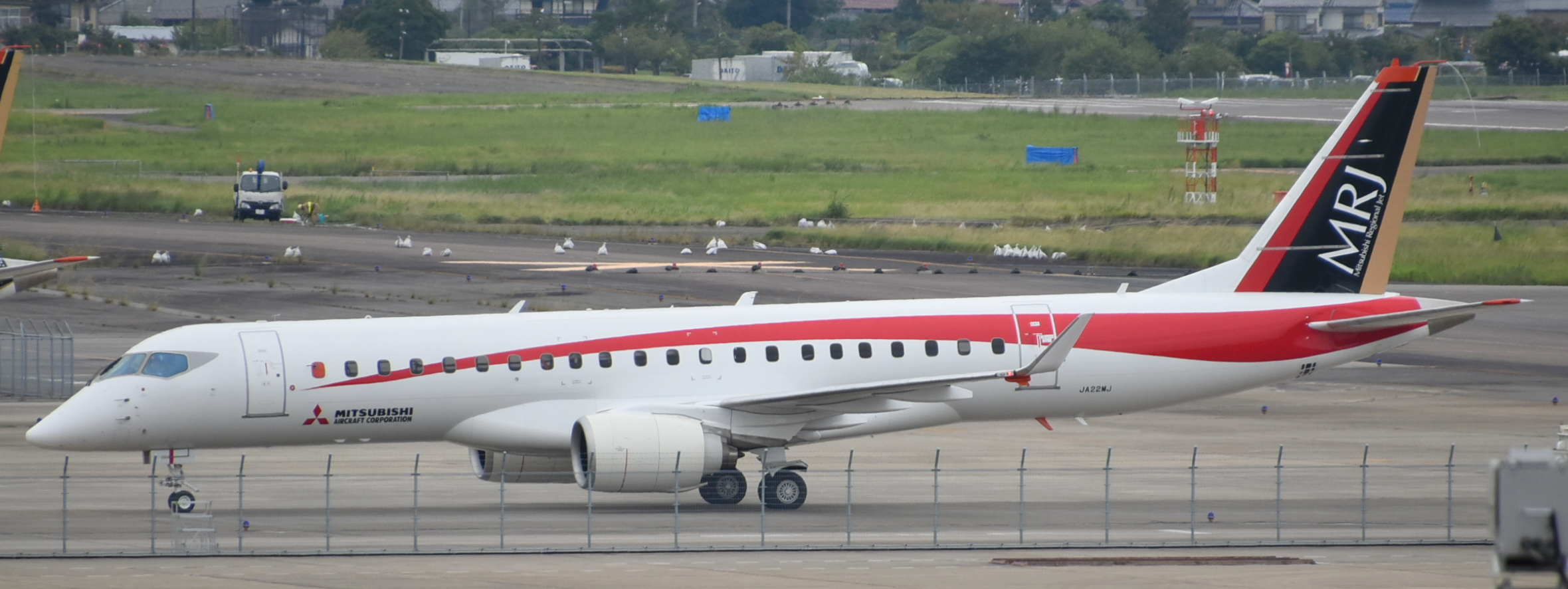
اعلام خروج کامل جت فضایی میتسوبیشی در ۷ فوریه

- ۳ فوریه - یک دبیر اجرایی نخست‌وزیر فومیو کیشیدا، ماسایوشی آرای [ja] نظر همجنس‌گراهراسی را گفت: «من نمی‌خواهم کنار یک همجنس‌گرا، زندگی کنم. یا به همجنس‌گرا نگاه کنم، اگر ازدواج همجنس قانونی می‌شد، عده‌ای کشورشان را ترک می‌کردند».[۱۰][۱۱] روز بعد از کار برکنار شد.
- ۶ فوریه – طبق اعلام رسمی میتسوبیشی ایرکرفت کورپوریشن، میتسوبیشی اسپیس‌جت از تولید، فروش و توسعه خارج شد.[۱۲]

### مارس
- ۱۵ مارس - یوتیوبر و نماینده سابق مجلس یوشیکازو هیگاشیتانی توسط مجلس نمایندگان اخراج شد.

### آوریل
- ۱ آوریل - همه دوچرخه‌سواری موظفند برای پوشیدن کلاه ایمنی تلاش کنند.[۱۳]
- ۶ آوریل - یک میتسوبیشی اچ-۶۰ از نیروی زمینی دفاع‌ازخود ژاپن در سواحل میاکو-جیما در استان اوکیناوا، با ۱۰ سرنشین سقوط کرد.[۱۴][۱۵]
- ۱۳ آوریل - کره شمالی یک موشک بالستیک را به سمت جغرافیای ژاپن پرتاب کرد که دستور تخلیه در هوکایدو را صادر کرد.[۱۶]
- ۱۵ آوریل - تلاش برای ترور نخست‌وزیر ژاپن فومیو کیشیدا زمانی انجام شد که آنچه به عنوان «بمب دودزا» توصیف شد به سمت وی پرتاب شد و در حالی که او در حال انجام بود ایراد سخنرانی در واکایاما (شهر) بمب منفجر شد اما او از آن بمب آسیبی ندید.[۱۷]

### مه
- ۵ مه -

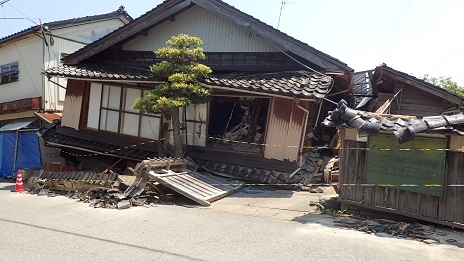
ویرانی در طی زمین‌لرزه ۲۰۲۳ نوتو

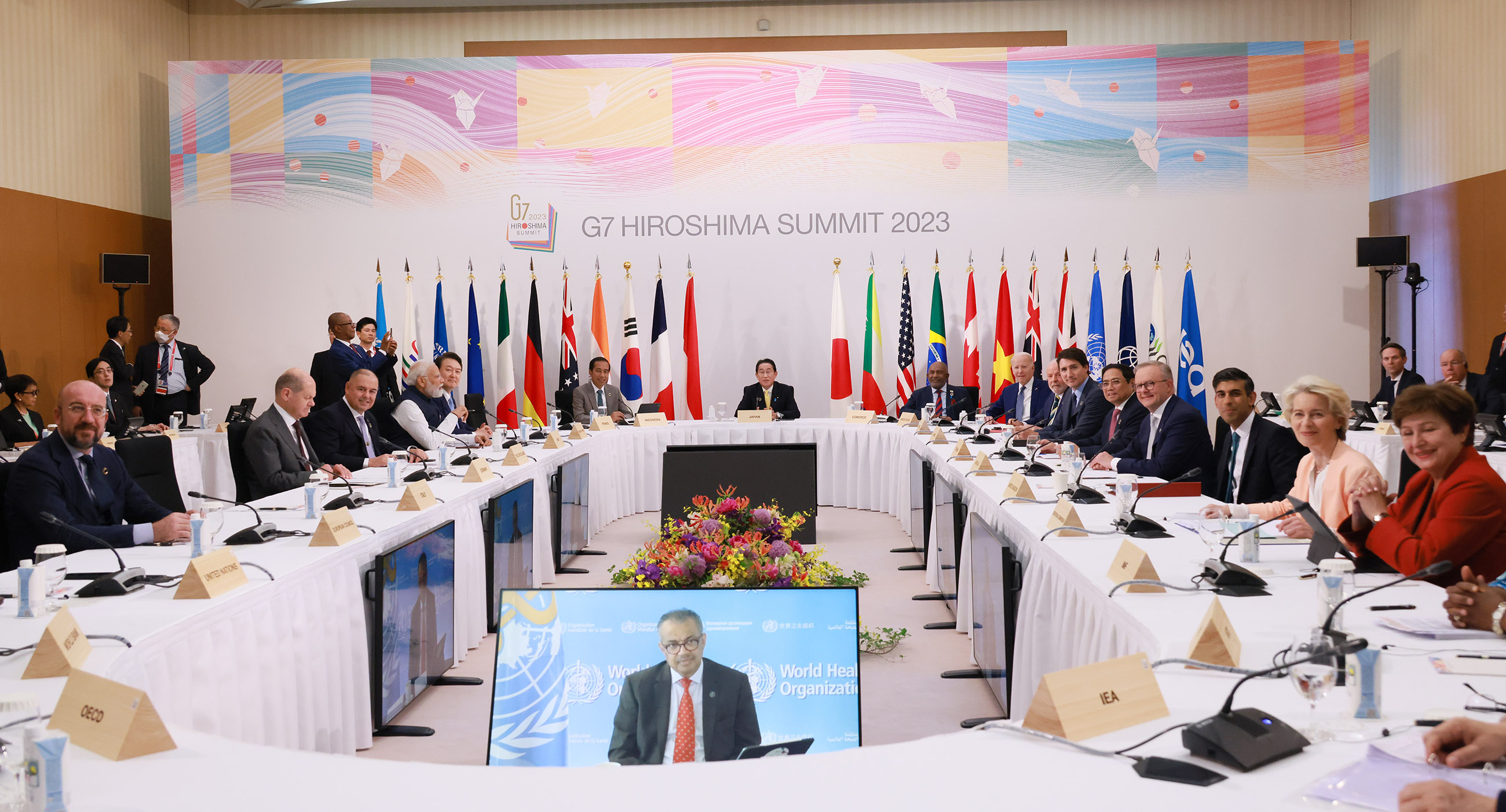
یک عضو در نشست عمومی 2023 G7 در ژاپن شرکت می‌کند

  - نخست‌وزیر ژاپن فومیو کیشیدا بازدید از سنگاپور و دیدار با نخست‌وزیر سنگاپور لی هسین لونگ. آنها همچنین دربارهٔ چگونگی گسترش و تعمیق همکاری سنگاپور و ژاپن در زمینه‌های مورد علاقه دوجانبه مانند اقتصاد، دیجیتالی شدن، انرژی و پایداری بحث کردند.
  - زمین‌لرزه ۲۰۲۳ نوتو. بر اساس گزارش رسمی USGS، زمین لرزه ای به بزرگی ۶٫۲ ریشتر و به دنبال آن پس لرزه‌های زیادی در شبه جزیره نوتو، استان ایشیکاوا رخ داد. بر اساس گزارش رسمی سازمان آتش‌نشانی و مدیریت بلایای طبیعی، ۱ نفر جان باخت و ۴۸ نفر مجروح شدند.
- ۱۱ مه – بر اساس گزارش رسمی USGS، زلزله‌ای به بزرگی ۵٫۲ ریشتر در منطقه کلان‌شهری توکیو بر اساس گزارش رسمی سازمان آتش‌نشانی و مدیریت بلایا، ۹ نفر زخمی شدند.
- ۱۹ تا ۲۱ می – چهل و نهمین اجلاس گروه هفت در هیروشیما برگزار شد.
- ۲۵ مه - چهار نفر از جمله دو پلیس در یک حادثه چاقو و تیراندازی در ناکانو، ناگانو  کشته شدند.[۱۸]

### ژوئن
- ۲ ژوئن و ۳ - بر اساس گزارش تأیید شده رسمی مرکز هواشناسی ژاپن، بارش شدید باران، تحت تأثیر تایفون ماوار در ژاپن، بسیاری از مکان‌ها در در منطقه کلان‌شهری توکیو، شبه‌جزیره کی و هاماماتسو، سیل ناگهانی، خاکریز و زمین‌لغزش رخ داد که ۷ نفر کشته و ۴۵ نفر مجروح شدند.
- ۴ ژوئن - یکی از اعضای سابق مجلس مشاوران، یوشیکازو هیگاشیتانی مظنون به تکرار ارعاب شخصی معمولی توسط یوتیوب خود، در راه ژاپن، فرار از دبی دستگیر شد. امارات متحده عربی، طبق آژانس پلیس ملی ژاپن و پلیس بین‌الملل اعلام کرد.
- ۱۴ ژوئن - تیراندازی در تأسیسات نظامی ژاپن ۲۰۲۳
- ۱۶ ژوئن - قانون ارتقاء درک عمومی از تنوع گرایش جنسی و هویت جنسیتی را تصویب می‌کند، که سن را از ۱۳ به ۱۶ افزایش می‌دهد و تماشاگری جنسی را جرم‌انگاری می‌کند.[۱۹][۲۰]
- ۱۸ ژوئن – بر اساس گزارش تأیید شده رسمی آژانس پلیس ملی (ژاپن)، یک اتوبوس مسیر معمولی و یک کامیون حامل احشام در یاکومو، هوکایدو برخورد کردند، پنج نفر جان باختند و ۱۲ نفر صدمه دیدند،[۲۱][۲۲]
- ۲۳ ژوئن – بر اساس گزارش رسمی تأیید شده سازمان بهداشت جهانی، یک بیمار که به دلیل میوکاردیت در خانه (سن ۷۰ سالگی) در ژوئن ۲۰۲۲ فوت کرده بود، بر اساس نتایج مؤسسه ملی بیماری‌های عفونی (ژاپن) به عنوان اولین مورد ویروس اوز در جهان تأیید شد.

### ژوئیه
- ۴ ژوئیه - دیده‌بان هسته ای سازمان ملل طرح‌هایی را برای تخلیه آب رادیواکتیو نیروگاه هسته‌ای شماره یک فوکوشیما  به اقیانوس آرام را تأیید کرد.[۲۳]
- ۸ ژوئیه - ژاپن اولین سالگرد درگذشت نخست‌وزیر سابق ژاپن شینزو آبه را برگزار کرد. ترور شینزو آبه در هنگام سخنرانی در انتخابات پارلمانی استان نارا در ماه ژوئیه ۲۰۲۲ رخ داد.
- ۱۱ ژوئیه - سیل و رانش گل دست کم شش نفر را در جنوب غربی ژاپن کشته و ۱۹ نفر را مجروح کردند. پنج نفر ناپدید شده‌اند.[۲۴]
- ۱۴ ژوئیه – بر اساس گزارش تأیید شده رسمی آژانس کاوش‌های هوافضای ژاپن، انفجاری در حین آزمایش موشک اپسیلون سوخت جامد در مرکز آزمایش نوشیرو در نوشیرو، آکیتا، استان آکیتا رخ داد، کسی در این حادثه زخمی نشد.
- ۱۵ ژوئیه و ۱۶ - بر اساس گزارش رسمی تأیید شده مرکز هواشناسی ژاپن، باران شدید باعث سیل، شکستن خاکریز و زمین‌لغزش در بسیاری از نقاط استان آکیتا شد. طبق گزارش رسمی سازمان آتش‌نشانی و مدیریت بلایای طبیعی (ژاپن)، یک نفر کشته و چهار نفر دیگر زخمی شدند.
- ۳۰ ژوئیه – بر اساس گزارش تأیید شده رسمی، آتش‌بازی رود سومیدا از سال ۲۰۲۲ بار دیگر پس از همه‌گیری از سر گرفته شد. با این حال، تعداد زیادی از بازدیدکنندگان پس از نیمه شب پشت محل برگزاری مانند، زیرا ساعت خدمات قطار حومه‌ای به پایان رسیده بود.

### اوت
- ۱ تا ۹ اوت – به گزارش رسمی سازمان آتش‌نشانی و مدیریت بلایای طبیعی (ژاپن) یا FDMA اعلام شد که به دلیل یک تایفون خانون (۲۰۲۳) در اطراف جزیره‌های ساکیشیما، جزیره اوکیناوا به سمت دریای شرقی چین، یک نفر کشته و ۹۱ نفر مجروح شدند.
- ۱۵ اوت – بر اساس گزارش رسمی FDMA، بر اثر ریزش باران، در پی تایفون لان (۲۰۲۳)، ۶۶ نفر عمدتاً در فوکوچی‌یاما، کیوتو، توتوری (شهر) زخمی شدند،
- ۲۴ اوت – بر اساس اعلام رسمی دولت ژاپن و علیرغم مخالفان فعالان محیط زیست و مقامات دولتی کشورهای همسایه، تخلیه آب رادیواکتیو نیروگاه هسته‌ای شماره یک فوکوشیما به اقیانوس آرام آغاز شد. در همان روز حکومت چین ممنوعیت واردات تمام انواع ماهی از ژاپن را اعلام کرد.
- ۲۶ اوت – راه‌آهن سبک اوتسونومیا، رسماً در استان توچیگی شروع به کار کرد.

### سپتامبر
- ۴ سپتامبر – علیرغم اعتراض‌ها دیوان عالی ژاپن رسماً به به نیروهای مسلح ایالات متحده آمریکا در استان اوکیناوا اجازه می‌دهد ، باند فرودگاه و زیرساخت‌های نظامی خود را در جزیره اوکیناوا گسترش دهد. برخلاف خواست مردم محلی که مخالف حضور ارتش آمریکا هستند.[۲۵]
- ۸ سپتامبر –۹ – بر اساس گزارش تأیید شده رسمی آژانس آتش‌نشانی و مدیریت بلایای ژاپن، توفان استوایی یونیونگ  باران توده ای نسبتاً شدید همراه با سیل ناگهانی، موجب ریزش ارتفاع در ایواکی، فوکوشیما کیتاایباراکی، ایباراکی و شبه‌جزیره بوسو، شد و در مجموع یک نفر کشته و ۲۱ نفر مجروح شدند.
- ۱۳ سپتامبر – نخست‌وزیر ژاپن فومیو کیشیدا کابینه خود را کابینه دوم کیشیدا (تعدیل دوم) اعلام کرد.[۲۶]
- ۲۹ سپتامبر – کی-آرننا یوکوهاما، یک محل برگزاری موسیقی بزرگ در منطقه کلان‌شهری توکیو، در نیشی-کو، یوکوهاما باز شد.

### اکتبر
- ۲ اکتبر – پس از رسوایی آزار جنسی جانی کیتاگاوا طبق گزارش، شرکت جانی و همکاران-یک غول سرگرمی، نام رسمی را به اسمایل-آپ Smile-Up تغییر داد.[۲۷]
- ۷ اکتبر – بر اساس گزارش تأیید شده رسمی آژانس پلیس ملی (ژاپن)، چهار کوهنورد به دلیل تغییر ناگهانی دما در کوه آساهی، ناسو، توچیگی جان خود را از دست دادند.[۲۸]
- ۲۵ اکتبر – دیوان عالی ژاپن حکم داده است که الزام دولتی برای عقیم‌سازی اجباری /عقیم سازی افراد تراجنسیتی قبل از اینکه به‌طور قانونی به رسمیت شناخته شوند، خلاف قانون اساسی ژاپن است، این یک پیروزی برای جامعه دگرباشان جنسی در این کشور است. طبق قانونی که ۲۰ سال پیش تصویب شد، افراد تراجنسیتی که می‌خواهند مدارک هویتی خود را اصلاح کنند، باید مبتلا به «اختلال هویت جنسیتی» تشخیص داده شده باشند، حداقل ۱۸ سال سن داشته باشند، ازدواج نکرده باشند و فرزند زیر سن قانونی نداشته باشند. آنها همچنین باید اندام تناسلی مشابه جنس مخالف داشته باشند و توانایی تولید مثل نداشته باشند. این بدان معناست که آنها باید تحت روش‌های تهاجمی از جمله عقیم سازی و جراحی پلاستیک قرار گرفته باشند.[۲۹]
- ۳۰ اکتبر – ژاپن مطالعه اولیه اولین خودرو خودران کاملاً خودمختار خود را به دنبال یک تصادف رانندگی کوچک به حالت تعلیق درآورد.[۳۰]
- ۳۱ اکتبر – بر اساس اعلام یک مقام JNPA، دو مرد در بیمارستان عمومی تودا با اسلحه کمری مجروح شدند، به دنبال گروگان‌گیری دو کارمند در اداره پست در وارابی، سایتاما، همه گروگان‌ها بدون گروگان بودند. زخمی شد و بعداً آزاد شد و ۸۶ سال سن به ظن خشونت در استفاده از تفنگ دستی دستگیر شدند.[۳۱]

### نوامبر
- ۴ نوامبر – نخست‌وزیر ژاپن فومیو کیشیدا از فیلیپین بازدید کرد و با رئیس‌جمهور فیلیپین بونگبونگ مارکوس ملاقات کرد و همچنین در جلسه مشترک قوه مقننه فیلیپین سخنرانی کرد.
- ۵ نوامبر –
  - نخست‌وزیر ژاپن فومیو کیشیدا از مالزی بازدید کرد و با نخست‌وزیر مالزی انور ابراهیم دیدار کرد.
  - 2023 Japan Series: در ژاپنی بیسبال، ببر هانشین Orix Buffaloes را شکست داد و سریال ژاپن را برد. هفت بازی، دومین قهرمانی خود، اولین بار از ۱۹۸۵، شکستن نفرین سرهنگ.[۳۲]
- ۲۳ نوامبر - دادگاه عالی از سئول به ژاپن دستور داد غرامتی به مبلغ ۲۰۰ میلیون وون کره جنوبی (حدود ۲۲ میلیون ین ژاپن یا ۱۵۴۰۰۰ دلار آمریکا) به ۱۶ زنان آسایشگر در طول جنگ جهانی دوم بپردازد. این لغو حکم قبلی است که ادعاهای زنان را به دلیل مصونیت حاکمیتی رد می‌کرد.[۳۳]
- ۲۹ نوامبر - یک فروند نیروی هوایی ایالات متحده آمریکا بل بوئینگ وی-۲۲ آسپری در سواحل استان کاگوشیما ژاپن با هشت خدمه سقوط کرد. براساس گارد ساحلی ژاپن عملیات عملیات امداد و نجات راه‌اندازی شد.[۳۴]

### دسامبر
- ۱۲ دسامبر – یک دادگاه منطقه‌ای در شهر فوکوشیما، سه نفر عضو سابق نیروی زمینی دفاع‌ازخود ژاپن را به دلیل تجاوز جنسی به یک همکار رینا گونوی در جریان یک [رزمایش] در سال ۲۰۲۱ محکوم کرد، آنها را به دو سال زندان و چهار سال تعلیق از سربازی محکوم شدند.
- ۲۰ دسامبر –  الکترونیک ژاپن شرکت توشیبا پس از ۷۴ سال از فهرست بورس توکیو حذف شد.
- ۲۶ دسامبر –
  - دایهاتسو، یک واحد ژاپنی صنعت خودروسازی تویوتا، همه خط تولیدها را در چهار کارخانه خود در ژاپن تعطیل می‌کند، در حالی که مقامات وزارت حمل و نقل در حال تحقیق در مورد آزمایش‌های نامناسب برای گواهینامه ایمنی هستند.[۳۵]
  - دادگاه عالی توکیو حکم کرد که اپراتور نیروگاه هسته‌ای شماره یک فوکوشیما، شرکت نیروی برق توکیو تنها مسئول جبران خسارت به تخلیه‌شدگان خواهد بود، در حالی که مبلغ را به نصف مقدار کاهش داد. دادگاه بدوی در ابتدا دستور داده بود و دولت را از هر گونه مسئولیتی مبری کرده بود.[۳۶]

## فیلم و سرگرمی
- فهرست فیلم‌های شماره یک گیشه ژاپن (۲۰۲۳)

## مرگ‌ها

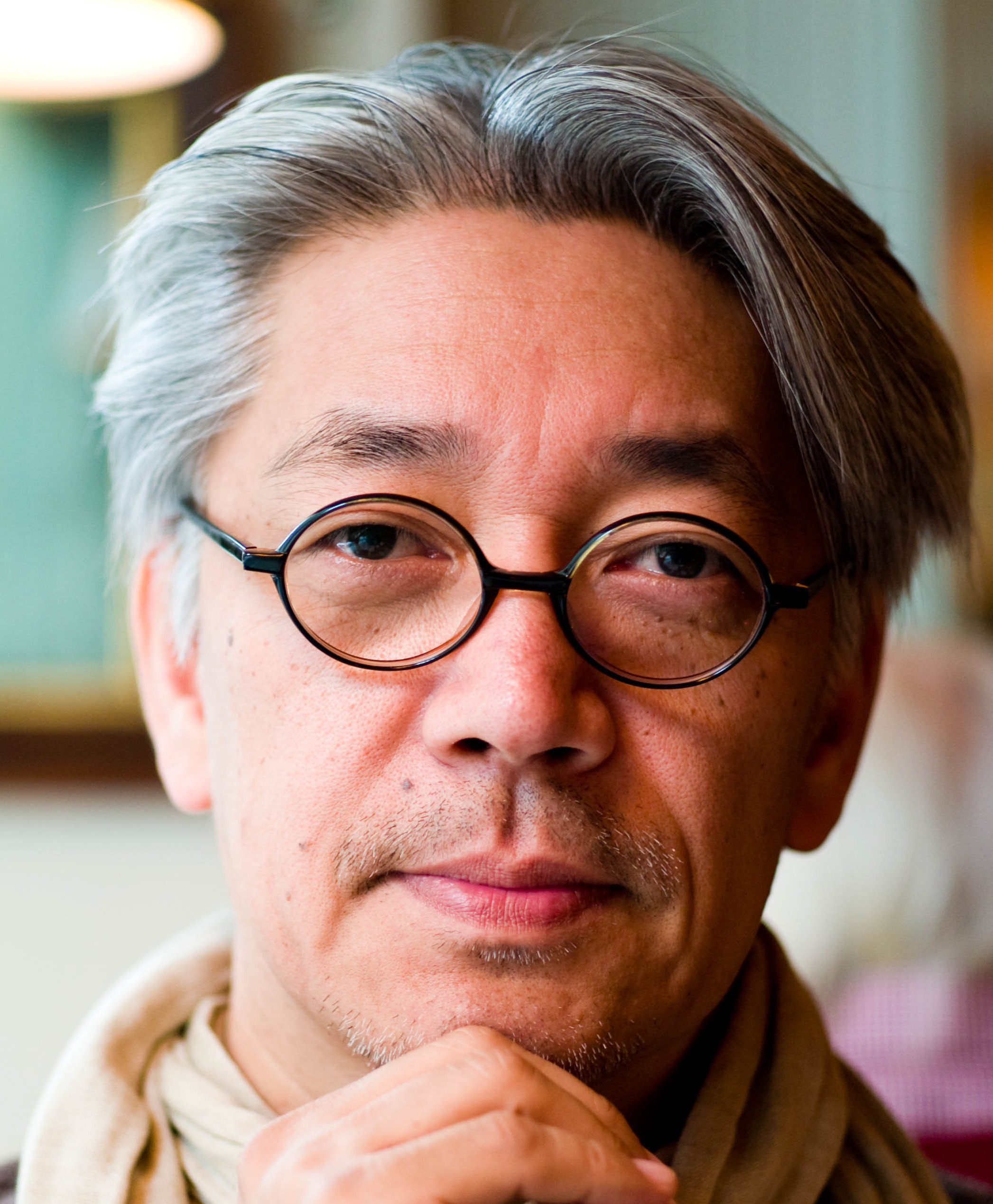
ریوئیچی ساکاموتو، آهنگساز، پیانیست، و تهیه‌کننده موسیقی ژاپنی یلو مجیک ارکسترا، در سن ۷۱ سالگی بر اثر سرطان درگذشت.

در پنجمین سال «ریوا» به دلیل وجود پیری ژاپن، ۲۰ شخص مشهور از مردمان ژاپنی به دلیل کهولت سن و بیماری جان خود را از دست دادند. شامل یوکیهیرو تاکاهاشی، لیجی ماتسوموتو، سوئیچیرو تویودا، مائون کوروساکی، ریوهو اوکاوا، کنزابورو اوئه، چیکاگه اوگی، نارائوکا توموکو، ریوئیچی ساکاموتو، میکیو آئوکی، سادائو ناکاجیما، نیزو یاماموتو، شینجی تانیمورا، آتسوشی ساکورای، هیت از ایکس جپن، جونکو اوهاشی، هیرویوکی هوسودا، دایساکو ایکدا، ترائو تسونه‌فومی، و آکی یاشیرو. در همین حال، در ۱۲ ژوئیه ۲۰۲۳، ریوچل، شخصیت رسانه اجتماعی، مدل، خواننده و فعال ژاپنی به دلیل خودکشی در سن ۲۷ سالگی درگذشت.